# Hidrofluoroèter
Els hidrofluoroèters (HFE) són una classe de dissolvents orgànics. Com a productes químics que no esgoten la capa d'ozó, es van desenvolupar originalment com a substitut dels CFC, HFC, HCFC i PFC. Normalment són incolors, inodors, insípids, de baixa toxicitat, baixa viscositat i líquids a temperatura ambient. El punt d'ebullició dels HFE varia des de 50 °C (122 °F) fins a gairebé 100 °C (212 °F).
Tot i que 3M va desenvolupar primer els HFE, altres fabricants han començat a produir-los també.

## Aplicacions
Els usos industrials són molts i variats, entre els quals destaquen:
- Dissolvent desengreixant de vapor
- Refrigerant i fluid de transferència de calor
- Netejador fluid anhidre especialment de components electrònics[3][4]

De vegades s'apliquen com a mescles com ara HFE 7100, que és una barreja d'èter metil nonafluorobutil (metoxiperfluorobutà) i èter metil nonafluoroisobutil.
3M produeix compostos d'hidrofluoroèter amb els noms Novec 7000, 7100, 7200, 7300, 7500 i 7700 com a refrigerants líquids per a moltes aplicacions, inclosa la refrigeració per immersió total d'electrònica informàtica.

## Impacte ambiental
A causa del seu alt pes molecular, els HFE romanen a l'⁣atmosfera durant menys de dues setmanes, sent absorbits pel sòl en lloc de romandre dissolts a l'atmosfera. Tot i que els HFE són gasos d'efecte hivernacle, l'EPA no en regula l'ús a causa de la seva curta vida útil atmosfèrica i el seu potencial nul d'esgotament de la capa d'ozó en comparació amb productes químics alternatius.